# Dillon (rivière)
Pour les articles homonymes, voir Dillon.
La rivière Dillon , (en anglais : Dillon River ) est un cours d’eau de la région de  Marlborough dans l’Île du Sud de la Nouvelle-Zélande.

## Géographie
Elle prend naissance dans la chaîne Inland Kaikoura Range près du col de Carters Saddle, et s’écoule vers le sud-ouest sur 28 km pour rejoindre le cours supérieur du fleuve Clarence à 20 km au nord-est de la ville de Hanmer Springs. Le cours de la rivière s’étale largement, parallèlement avec la rivière Acheron, qui siège à 8 km vers l’ouest.
La rivière a été nommée d’après Constantine Augustus Dillon, qui possédait un troupeau de moutons se déplaçant le long de la rivière Omaka.